# Проклятие острова Оук
«Проклятие острова Оук» (англ. The Curse of Oak Island) — американский документальный телесериал производства Prometheus Entertainment. В сериале показаны инновационные и дорогостоящие попытки братьев из Мичигана, Рика и Марти Лагина, обнаружить с помощью современных технологий скрытые сокровища или исторические артефакты, которые, как полагают, могут быть зарыты на острове Оук.
Премьера состоялась в США на канале History 5 января 2014 года.

## Описание
В 2007—2008 г. братья Рик и Марти Лагина, родом из Кингсфорда (англ., штат Мичиган, США), купили долю в компании, которой сейчас принадлежит большая часть острова Оук, расположенного в бухте Махон (англ.) у восточного побережья Новой Шотландии (Канада). Среди кладоискателей остров известен Денежной шахтой, которую начали копать ещё в конце XVIII века. Несколько поколений кладоискателей здесь тратили огромные деньги, рисковали здоровьем, жизнью и погибали, но многократные попытки найти якобы скрытые в шахте сокровища неизменно заканчивались ничем. Остров становится наваждением для тех, кто пытается раскрыть его тайну. За время раскопок шесть кладоискателей погибли и по легенде должен умереть ещё один, прежде чем сокровище будет найдено (см. Оук#История кладоискательства на острове).
В феврале 2013 года братья Лагина прибыли на остров, где планируют провести самые обширные и научно обоснованные исследования этих мест за последние 200 лет. К их команде присоединяются Дэн и Дэйв Бланкеншипы (отец и сын), постоянные жители острова, участвующие в поисках сокровищ Оука ещё с 1960-х годов. Начальной задачей команды является поиск предметов, созданных человеком до 1795 года, то есть до начала работ на Денежной шахте.

## Действующие лица
- Рик Лагина — старший брат, мечтает раскрыть тайну Оука с 11 лет, вдохновлённый после прочтения статьи об острове, напечатанной в Reader’s Digest в 1965 году.
- Марти Лагина — младший брат Рика, преуспевающий инженер, немного скептик, потратил на разгадку острова миллионы, финансируя мечту детства своего брата.
- Дэн Бланкеншип (23.05.1923—17.03.2019) — житель острова, кладоискатель, вырывший 40 лет назад шурф 10X.
- Дэвид Бланкеншип — житель острова, сын Дэна Бланкеншипа
- Дэн Хенски — местный кладоискатель, ищет сокровища острова Оук больше 40 лет, помогал Дэну Бланкеншипу вырыть скважину 10X на глубину 72 метра.
- Крэйг Тестер — деловой партнёр Марти Лагины
- Джек Бегли — пасынок Крэйга Тестера
- Алекс Лагина — сын Марти Лагины
- Чарльз Баркхаус — историк острова Оук

## Список эпизодов
Премьера первого сезона состоялась в США на канале History 5 января 2014 года. В дальнейшем, сериал неизменно начинался в ноябре следующего года. График выхода сезонов в таблице ниже.
| Сезон | Сезон | кол-во эпизодов | Даты эфира      | Даты эфира      |
| Сезон | Сезон | кол-во эпизодов | Премьера сезона | Финал сезона    |
| ----- | ----- | --------------- | --------------- | --------------- |
|       | 1     | 5               | 5 января 2014   | 9 февраля 2014  |
|       | 2     | 10              | 4 ноября 2014   | 13 января 2015  |
|       | 3     | 13              | 10 ноября 2015  | 2 февраля 2016  |
|       | 4     | 16              | 15 ноября 2016  | 21 февраля 2017 |
|       | 5     | 18              | 7 ноября 2017   | 6 марта 2018    |
|       | 6     | 22              | 13 ноября 2018  | 30 апреля 2019  |
|       | 7     | 23              | 5 ноября 2019   | 28 апреля 2020  |
|       | 8     | 25              | 10 ноября 2020  | 4 мая 2021      |
|       | 9     | 25              | 2 ноября 2021   | 3 мая 2022      |

### Сезон 1 (2014)
| № | #    | Название серии                                          | Даты премьеры           | Даты премьеры              |
| № | #    | Название серии                                          | в США (History Channel) | в России (History Channel) |
| --- | ---- | ------------------------------------------------------- | ----------------------- | -------------------------- |
| 1 | 1x01 | «Что под землёй?» «What Lies Below»                     | 5 января 2014           | 24 сентября 2014           |
| В феврале 2013 года братья Лагина прибывают на остров Оук, где планируют провести самые обширные и научно обоснованные исследования этих мест за последние 200 лет. Команда искателей собирается закачивать сжатый воздух на дно заброшенной скважины 10X и одновременно откачивать воду, в надежде поднять предметы, лежащие на 72-метровой глубине. |      |                                                         |                         |                            |
| 2 | 1x02 | «Тайна бухты Смита» «The Mystery of Smith's Cove»       | 12 января 2014          | 1 октября 2014             |
| Бухта Смита (Контрабандистов) — это полоса каменистого пляжа, расположенная в 150 метрах к востоку от Денежной шахты. Марти, его сын Алекс и профессиональный водолаз Тони Семпсон обнаруживают в море, недалеко от бухты прямоугольные валуны. Дэн Хенски во время отлива в бухте Смита находит кокосовое волокно, часто упоминаемое при прошлых раскопках. В местном университете подтверждают его находку, а результаты анализа проведённого в Мичигане Крэйгом Тестером датируют волокно между 1260 и 1400 годами. |      |                                                         |                         |                            |
| 3 | 1x03 | «Голоса из могилы» «Voices from the Grave»              | 19 января 2014          | 8 октября 2014             |
| Оук посещает Ли Лэмб, дочь Роберта Ресталла и сестра Роберта Ресталла младшего, трагически погибших при выбросе метана на острове в августе 1965 года, что породило слухи о смертельном проклятии. Эндрю Дэмонт, приехавший вместе с Ли Лэмб, рассказывает историю трагедии Ресталлов, которой он был непосредственным свидетелем. Команда приступает к осушению болота на острове, которое как считают искатели, создано искусственно.                                                                                |      |                                                         |                         |                            |
| 4 | 1x04 | «Тайна Храма Соломона» «The Secret of Solomon's Temple» | 26 января 2014          | 15 октября 2014            |
| На остров прибывает норвежский писатель и кинематографист Петтер Амундсен, чтобы поделиться своей теорией происхождения клада. Рик и эксперт по обнаружению металлов Стив Зазулик, с помощью металлоискателя, нащупывают на дне болота некие металлические предметы. |      |                                                         |                         |                            |
| 5 | 1x05 | «Находка» «The Find»                                    | 9 февраля 2014          | 22 октября 2014            |
| Команда обследует болото с помощью мощного металлоискателя Lorenz Deepmax X6. Водолаз Тони Семпсон поднимает с его дна несколько плоских камней. Главной находкой команды на данном этапе работ стал испанский мараведи (8 коб) — медная монета XVII века, обнаруженная Стивом Зазуликом в трясине болота. Находка является первым вещественным доказательством, что люди были на острове до 1795 года. На совещании команда голосует за дальнейшее продолжение исследований на острове Оук.                           |      |                                                         |                         |                            |

### Сезон 2 (2014—2015)
| № | #    | Название серии                                                        | Даты премьеры           | Даты премьеры              |
| № | #    | Название серии                                                        | в США (History Channel) | в России (History Channel) |
| --- | ---- | --------------------------------------------------------------------- | ----------------------- | -------------------------- |
| 6 | 2x01 | «Это уже навсегда» «Once In, Forever In»                              | 4 ноября 2014           | 11 марта 2015              |
| Команда проводит лабораторный анализ найденной прошлым летом монеты, установив что она выпущена в 1652 году. Рик и Марти возвращаются зимой на Оук и продолжают исследовать металлоискателем замёрзшее болото, нащупав в нём большой металлический предмет. Весной, через три месяца они собираются извлечь его на поверхность, но неприятная новость меняет их планы, теперь команда должна приступить к исследованию Денежной шахты. |      |                                                                       |                         |                            |
| 7 | 2x02 | «Возвращение в Денежную шахту» «Return to the Money Pit»              | 11 ноября 2014          | 18 марта 2015              |
| Рик и Марти, бурением скважин пытаются обнаружить изначальное местоположение Денежной шахты, которое было утеряно за годы раскопок. Приглашённый на Оук эксперт по металлоисканию Гэри Дрейтон находит в лесу, недалеко от Денежной шахты, ещё одну испанскую монету. Прибывшие на остров кладоискатели Джей Хаттон Пулитцер и Обри Рейфорд отвозят братьев Лагина к камню с петроглифом, расположенному в 60 км. к северо-востоку от Оука. Джей Хаттон Пулитцер указывает на схожесть высеченного на камне символа в виде восьмиконечной звезды, с подобным древним библейским символом земли и связывает эту находку с утраченными сокровищами Храма Соломона. |      |                                                                       |                         |                            |
| 8 | 2x03 | «Высечено в камне» / «Восьмиконечная звезда» «The Eight-Pointed Star» | 18 ноября 2014          | 25 марта 2015              |
| 9 | 2x04 | «Прорыв» «The Breakthrough»                                           | 25 ноября 2014          | 1 апреля 2015              |
| 10 | 2x05 | «Огромный камень» «The 90-Foot Stone»                                 | 2 декабря 2014          | 8 апреля 2015              |
| 11 | 2x06 | «Семеро должны умереть» «Seven Must Dye»                              | 9 декабря 2014          | 15 апреля 2015             |
| 12 | 2x07 | «След Тамплиеров» «The Trail of the Templars»                         | 16 декабря 2014         | 22 апреля 2015             |
| 13 | 2x08 | «Место отмечено крестиком» «X Marks the Spot»                         | 23 декабря 2014         | 29 апреля 2015             |
| 14 | 2x09 | «Опасное погружение» «A Dangerous Dive»                               | 6 января 2015           | 6 мая 2015                 |
| 15 | 2x10 | «Большое открытие» «The Big Reveal»                                   | 13 января 2015          | 13 мая 2015                |

### Сезон 3 (2015—2016)
| №  | #    | Название серии                               | Даты премьеры           | Даты премьеры              |
| №  | #    | Название серии                               | в США (History Channel) | в России (History Channel) |
| -- | ---- | -------------------------------------------- | ----------------------- | -------------------------- |
| 16 | 3x01 | «Правда о яме» «The Hole Truth»              | 10 ноября 2015          | 17 января 2016             |
| 17 | 3x02 | «Опустить трубу» «Pipe Down»                 | 17 ноября 2015          | 24 января 2016             |
| 18 | 3x03 | «Время копать» «Time to Dig»                 | 24 ноября 2015          | 3 февраля 2016             |
| 19 | 3x04 | «Камень с намёком» «The Overton Stone»       | 1 декабря 2015          | 7 февраля 2016             |
| 20 | 3x05 | «Внезапное исчезновение» «Disappearing Act»  | 8 декабря 2015          | 14 февраля 2016            |
| 21 | 3x06 | «Высечено в камне» «Carved in Stone»         | 15 декабря 2015         | 21 февраля 2016            |
| 22 | 3x07 | «Потерянный покой» «The Missing Peace»       | 22 декабря 2015         | 28 февраля 2016            |
| 23 | 3x08 | «Призраки бездны» «Phantom of the Deep»      | 29 декабря 2015         | 6 марта 2016               |
| 24 | 3x09 | «День Колумба» «Columbus Day»                | 5 января 2016           | 13 марта 2016              |
| 25 | 3x10 | «Тишь во тьме» «Silence in the Dark»         | 12 января 2016          | 20 марта 2016              |
| 26 | 3x11 | «Пикировка» «Sword Play»                     | 19 января 2016          | 27 марта 2016              |
| 27 | 3x12 | «Голоса из глубины» «Voices from Below»      | 26 января 2016          | 3 апреля 2016              |
| 28 | 3x13 | «Тайны и открытия» «Secrets and Revelations» | 2 февраля 2016          | 10 апреля 2016             |

### Сезон 4 (2016—2017)
| № | #    | Название серии                                                           | Даты премьеры           | Даты премьеры                                         |
| № | #    | Название серии                                                           | в США (History Channel) | в России (History Channel)                            |
| --- | ---- | ------------------------------------------------------------------------ | ----------------------- | ----------------------------------------------------- |
| 0 | 4x0  | «Парни возвращаются» («Загадки четвертого сезона») «The Boys are Back»   | 15 ноября 2016          | 10 января 2017                                        |
| Специальный выпуск. |      |                                                                          |                         |                                                       |
| 29 | 4x01 | «На прорыв» «Going for Broke»                                            | 15 ноября 2016          | 10 января 2017                                        |
| 30 | 4x02 | «Только вперёд» «Always Forward»                                         | 22 ноября 2016          | 17 января 2017                                        |
| Водолаз Тони Семпсон обследует колодец в Нью Россе, и находит в его кладке камень с высеченным треугольником, похожим на символ Всевидящего ока. Братья Лагина приглашают на Оук археолога, для исследования таинственного лаза в западной части острова, который вполне может быть потайным входом в подземелье. В районе Денежной шахты идёт подготовка площадки под бурение. Команде сообщают печальную весть о смерти Фреда Нолана. Не эта ли седьмая жертва проклятия острова? |      |                                                                          |                         |                                                       |
| 31 | 4x03 | «Болотные твари» «Swamp Things»                                          | 29 ноября 2016          | 24 января 2017                                        |
| 32 | 4x04 | «Предпринять всё возможное» «No Stone Unturned»                          | 6 декабря 2016          | 31 января 2017                                        |
| 33 | 4x05 | «В яблочко» «Bullseye»                                                   | 13 декабря 2016         | 7 февраля 2017                                        |
| 34 | 4x06 | «Круг в чаще леса» «Circles in Wood»                                     | 20 декабря 2016         | 14 февраля 2017                                       |
| 35 | 4x07 | «Всё, что блестит» «All That Glitters»                                   | 27 декабря 2016         | 21 февраля 2017                                       |
| 36 | 4x08 | «Тайна Сэмюэла Болла» «The Mystery of Samuel Ball»                       | 3 января 2017           | 28 февраля 2017                                       |
| 37 | 4x09 | «Эхо из глубины» «Echoes from the Deep»                                  | 10 января 2017          | 7 марта 2017                                          |
| 38 | 4x10 | «Куда показывает лицо» «About Face»                                      | 17 января 2017          | 14 марта 2017                                         |
| 39 | 4x11 | «Президентские тайны» «Presidential Secrets»                             | 24 января 2017          | 21 марта 2017                                         |
| 40 | 4x12 | «История с Гайд-парком» «Hyde Park and Go Seek»                          | 31 января 2017          | 28 марта 2017                                         |
| 41 | 4x13 | «Один из семи» «One of Seven»                                            | 7 февраля 2017          | 4 апреля 2017                                         |
| 42 | 4x14 | «Палки и камни» «Of Sticks and Stones»                                   | 14 февраля 2017         | 11 апреля 2017                                        |
| 43 | 4x15 | «Кровные узы» «Blood Is Thicker»                                         | 21 февраля 2017         | 18 апреля 2017 (1-я часть) 25 апреля 2017 (2-я часть) |
| 44 | 4x16 | «Взгляд в будущее» («Загадки четвертого сезона, часть 2») «A Look Ahead» | 28 февраля 2017         | не показывался                                        |
| Рик, Марти и команда острова Оук встречаются с Мэтти Блейком, чтобы показать новые открытия и обсудить планы. (Специальный выпуск) |      |                                                                          |                         |                                                       |

### Сезон 5 (2017—2018)
| № | #    | Название серии                                       | Даты премьеры           | Даты премьеры              |
| № | #    | Название серии                                       | в США (History Channel) | в России (History Channel) |
| --- | ---- | ---------------------------------------------------- | ----------------------- | -------------------------- |
| 0 | 5x0  | «На данный момент» «The Journey So Far»              | 7 ноября 2017           | 9 января 2018              |
| Специальный выпуск |      |                                                      |                         |                            |
| 45 | 5x01 | «Семья навсегда» «Forever Family»                    | 7 ноября 2017           | 16 января 2018             |
| В скважину C-1 опускают камеру с высоким разрешением, которая фиксирует на дне в широкой полости некие рукотворные металлические объекты. Водолаз Майк Хантли опускается в полость C-1, но из-за поднявшегося со дна ила не может ничего разглядеть, отведённое на погружение время заканчивается и он успевает набрать в мешок только донные отложения. В отвалах, выбранных прошлым летом из скважины GAL-1 с помощью металлоискателя находят старинный гвоздь, в лесу недалеко от мыса Айзека — медную монету и часть старого топора. Серия посвящена памяти Дрейка Тестера — сына Крэйга Тестера, члена команды острова Оук, ушедшего из жизни в 16-летнем возрасте от эпилептического приступа в марте 2017 года. |      |                                                      |                         |                            |
| 46 | 5x02 | «Сундук мертвеца» «Dead Man's Chest»                 | 14 ноября 2017          | 23 января 2018             |
| 47 | 5x03 | «Препятствие» «Obstruction»                          | 21 ноября 2017          | 30 января 2018             |
| 48 | 5x04 | «На волоске» «Close Call»                            | 28 ноября 2017          | 6 февраля 2018             |
| 49 | 5x05 | «Засуха» «Bone Dry»                                  | 5 декабря 2017          | 11 февраля 2018            |
| 50 | 5x06 | «На исходе дня» «Remains of the Day»                 | 12 декабря 2017         | 18 февраля 2018            |
| 51 | 5x07 | «Дело усложняется» «The Lot Thickens»                | 19 декабря 2017         | 27 февраля 2018            |
| 52 | 5x08 | «Прорыв Дэна» («Открытие Дэна») «Dan's Breakthrough» | 2 января 2018           | 6 марта 2018               |
| 53 | 5x09 | «Французские связи» «The French Connection»          | 9 января 2018           | 13 марта 2018              |
| 54 | 5x10 | «Крестные знамения» «The Signs of a Cross»           | 16 января 2018          | 20 марта 2018              |
| 55 | 5x11 | «Движущиеся цели» «Moving Targets»                   | 23 января 2018          | 27 марта 2018              |
| 56 | 5x12 | «Ключ к тайне» «A Key to the Mystery»                | 30 января 2018          | 3 апреля 2018              |
| 57 | 5x13 | «Переполох» «Unhinged»                               | 6 февраля 2018          | 10 апреля 2018             |
| 58 | 5x14 | «The Templar Connection»                             | 13 февраля 2018         | —                          |
| Специальный выпуск |      |                                                      |                         |                            |
| 59 | 5x15 | «Стальная ловушка» «Steel Trapped»                   | 20 февраля 2018         | 17 апреля 2018             |
| 60 | 5x16 | «Seeing Red»                                         | 27 февраля 2018         | TBA                        |
| 61 | 5x17 | «A Family Album»                                     | 27 февраля 2018         | TBA                        |
| 62 | 5x18 | «Amazing Discoveries»                                | 6 марта 2018            | TBA                        |

### Сезон 6 (2018—2019)
| № | #    | Название серии                                                   | Даты премьеры           | Даты премьеры              |
| № | #    | Название серии                                                   | в США (History Channel) | в России (History Channel) |
| --- | ---- | ---------------------------------------------------------------- | ----------------------- | -------------------------- |
| 63 | 6x0  | «Drilling Down – Nothing Will Stop Them»                         | 12 ноября 2018          | TBA                        |
| Специальный выпуск. |      |                                                                  |                         |                            |
| 64 | 6x1  | «Теория большого взрыва от Рика» «Rick's Big Bang Theory»        | 13 ноября 2018          | 15 января 2019             |
| 65 | 6x02 | «Золотая лихорадка» «Gold Rush»                                  | 20 ноября 2018          | 22 января 2019             |
| 66 | 6x03 | «Ощущение глубины» «Depth Perception»                            | 27 ноября 2018          | 29 января 2019             |
| 67 | 6x04 | «Наследие» «A Legacy Revealed»                                   | 4 декабря 2018          | 5 февраля 2019             |
| 68 | 6x05 | «Возвращение домой» «Homecoming»                                 | 11 декабря 2018         | 12 февраля 2019            |
| 69 | 6x06 | «Драгоценный металл» «Precious Metal»                            | 18 декабря 2018         | 19 февраля 2019            |
| 70 | 6x07 | «Как камень» «Rock Solid»                                        | 1 января 2019           | 26 февраля 2019            |
| 71 | 6x08 | «Добыча из глубины» «Unearthed»                                  | 8 января 2019           | 5 марта 2019               |
| 72 | 6x09 | «Что вверху, то и внизу» «As Above, So Below»                    | 15 января 2019          | 12 марта 2019              |
| 73 | 6x10 | «Каменные пальцы» «Fingers Made of Stone»                        | 22 января 2019          | 19 марта 2019              |
| 74 | 6x11 | «Пристани и всё прочее» «Wharfs and All»                         | 29 января 2019          | 26 марта 2019              |
| 75 | 6x12 | «Осторожнее на спуске» «Slipway When Wet»                        | 5 февраля 2019          | 2 апреля 2019              |
| 76 | 6x13 | «Бумажная охота» «The Paper Chase»                               | 12 февраля 2019         | 9 апреля 2019              |
| 77 | 6x0  | «Drilling Down – The Truth Behind The Curse»                     | 19 февраля 2019         | TBA                        |
| Специальный выпуск. |      |                                                                  |                         |                            |
| 78 | 6x14 | «Путешествие на дно сенота» «Voyage to the Bottom of the Cenote» | 26 февраля 2019         | 16 апреля 2019             |
| 79 | 6x15 | «Трудные поиски» «Dye Harder»                                    | 5 марта 2019            | 23 апреля 2019             |
| 80 | 6x16 | «Обходной путь» «Detour»                                         | 12 марта 2019           | 30 апреля 2019             |
| 81 | 6x17 | «Разгадка или обман?» «Clue or False?»                           | 19 марта 2019           | 7 мая 2019                 |
| 82 | 6x18 | «Тяжёлый металл» «Heavy Metal»                                   | 26 марта 2019           | 14 мая 2019                |
| 83 | 6x19 | «На расстоянии удара» «Striking Distance»                        | 2 апреля 2019           | 21 мая 2019                |
| 84 | 6x20 | «Короткие дни и высокие рыцари» «Short Days and Tall Knights»    | 9 апреля 2019           | 28 мая 2019                |
| 85 | 6x21 | «Сейсмические вопросы» «Seismic Matters»                         | 16 апреля 2019          | 04 июня 2019               |
| 86 | 6x0  | «Drilling Down – The Secret Weapons»                             | 23 апреля 2019          | TBA                        |
| Специальный выпуск. |      |                                                                  |                         |                            |
| 87 | 6x22 | «Потерян и основан» «Lost and Founding»                          | 30 апреля 2019          | 11 июня 2019               |
| 88 | 6x0  | «Drilling Down – Legacy»                                         | 7 мая 2019              | TBA                        |
| Команда вспоминает Дэна Бланкеншипа — ветерана кладоискательства на острове Оук, ушедшего из жизни 17 марта 2019 года, в возрасте 95 лет. (Специальный выпуск) |      |                                                                  |                         |                            |

### Сезон 7 (2019—2020)
| №   | #    | Название серии                                    | Даты премьеры           | Даты премьеры                                        |
| №   | #    | Название серии                                    | в США (History Channel) | в России (History Channel)                           |
| --- | ---- | ------------------------------------------------- | ----------------------- | ---------------------------------------------------- |
| 89  | 7x01 | «Передать эстафету» «The Torch Is Passed»         | 5 ноября 2019           | 8 января 2020 (1-я часть) 15 января 2020 (2-я часть) |
| 90  | 7x2  | «Глубинные ценности» «Core Values»                | 12 ноября 2019          | 22 января 2020                                       |
| 91  | 7x03 | «Взгляд на болота» «The Eye of the Swamp»         | 19 ноября 2019          | 29 января 2020                                       |
| 92  | 7x04 | «Счастливое число 13» «The Lucky Thirteen»        | 26 ноября 2019          | 5 февраля 2020                                       |
| 93  | 7x05 | «Туннельное зрение» «Tunnel Visions»              | 3 декабря 2019          | 12 февраля 2020                                      |
| 94  | 7x06 | «Всё ближе и ближе» «Closing In»                  | 10 декабря 2019         | 19 февраля 2020                                      |
| 95  | 7x07 | «Всё, что ведёт к цели» «Things That Go Bump-Out» | 17 декабря 2019         | 26 февраля 2020                                      |
| 96  | 7x08 | «Триптих» «Triptych»                              | 7 января 2020           | 4 марта 2020                                         |
| 97  | 7x09 | «Око за око» «An Eye for an Eye»                  | 14 января 2020          | 11 марта 2020                                        |
| 98  | 7x10 | «Ответный удар» «Gary Strikes Again»              | 21 января 2020          | 18 марта 2020                                        |
| 99  | 7x11 | «Глаз бури» «The Eye of the Storm»                | 28 января 2020          | 25 марта 2020                                        |
| 100 | 7x12 | «Укрепление» «Fortified»                          | 4 февраля 2020          | 1 апреля 2020                                        |
| 101 | 7x13 | «Броман с камнем» «Bromancing the Stones»         | 11 февраля 2020         | 8 апреля 2020                                        |
| 102 | 7x14 | «Ритуальная жертва» «Burnt Offering»              | 25 февраля 2020         | 15 апреля 2020                                       |
| 103 | 7x15 | «Присутствие тамплиеров» «Surely Templar»         | 3 марта 2020            | 22 апреля 2020                                       |
| 104 | 7x16 | «Затопление» «Water Logged»                       | 10 марта 2020           | 29 апреля 2020                                       |
| 105 | 7x17 | «Кое-что о камне» «To Boulderly Go»               | 17 марта 2020           | 6 мая 2020                                           |
| 106 | 7x18 | «Переломный момент» «The Turning Point»           | 24 марта 2020           | 13 мая 2020                                          |
| 107 | 7x19 | «Lords of the Ring»                               | 31 марта 2020           | TBA                                                  |
| 108 | 7x20 | «Springing the Trap»                              | 7 апреля 2020           | TBA                                                  |
| 109 | 7x21 | «A Leaf of Faith»                                 | 14 апреля 2020          | TBA                                                  |
| 110 | 7x22 | «Marks X the Spot»                                | 21 апреля 2020          | TBA                                                  |
| 111 | 7x23 | «Timeline»                                        | 28 апреля 2020          | TBA                                                  |

### Сезон 8 (2020—2021)
| № | #    | Название серии                              | Даты премьеры           | Даты премьеры              |
| № | #    | Название серии                              | в США (History Channel) | в России (History Channel) |
| --- | ---- | ------------------------------------------- | ----------------------- | -------------------------- |
| 114 | 8x01 | «Дистанционное управление» «Remote Control» | 10 ноября 2020 года     | TBA                        |
| В разгар пандемии COVID-19 Рик, Марти и команда возвращаются на остров. Вооружённые доказательством существования возможного туннеля ведущего к Денежной шахте, товарищи убеждены, что обладают инструментом чтобы разгадать тайну острова Оук раз и навсегда. |      |                                             |                         |                            |